# Funicolare di Capri
La funicolare di Capri è un impianto di trasporto pubblico dell'isola di Capri che collega la zona di Marina Grande al centro dell'isola, con un totale di due stazioni senza fermate intermedie.

## Storia
La storia della funicolare ha inizio nel 1892. In quell'epoca, infatti, era molto difficile accedere a Marina Grande dalla Piazzetta, e per gli isolani l'unica soluzione era andare a dorso di mulo. Stanchi di ciò, crearono in quell'anno un comitato promotore di un impianto che collegasse le due aree e, in poco tempo, da una società italo-americana creata per l'occasione, la SIPPIC, venne costruito.
La funicolare fu aperta al pubblico nel 1905 in sordina su progetto dell'ingegnere Gioacchino Luigi Mellucci per conto della SIPPIC (tanto che l'inaugurazione vera e propria avvenne nel 1907, due anni dopo). L'impianto funzionava di giorno, assicurando corse ogni mezz'ora.
Il servizio ebbe un grande successo, tanto che si può parlare di un vero e proprio "miracolo sociale": nelle cabine della funicolare, infatti, capresi e forestieri avevano la possibilità di conoscersi e fraternizzare.

## Descrizione
La funicolare collega Marina Grande con la Piazzetta di Capri in 5 minuti, è aperta dalle 6.30 alle 21.20 e assicura corse ogni quarto d'ora, che possono diventare più frequenti se vi è un grande afflusso turistico.
In essa, inoltre, è ammesso il trasporto di cani, anche se solo se di piccola taglia e muniti di titolo di viaggio, guinzaglio e museruola.
È anche consentito il trasporto bagagli, purché si acquisti un titolo di viaggio anche per essi.
La funicolare è gestita dalla società SIPPIC.

## Percorso
La prima stazione si affaccia su via Cristoforo Colombo, davanti al porto commerciale della zona di Marina Grande, mentre l'altra conduce con una scalinata a piazza Umberto I, il fulcro dell'isola, e a via Acquaviva, una strada adiacente alla piazza.